# Hoeryŏng
Hoeryŏng (kor. 회령) – miasto w Korei Północnej, w prowincji Hamgyŏng Północny. Liczy ok. 153,5 tys. mieszkańców.